# National Academy of Kinesiology
Die US-amerikanische National Academy of Kinesiology (NAK) ist die älteste Akademie der Theorie der Leibesübungen. 1904/1905 organisierte Luther Gulick erstmals eine amerikanische Academy of Physical Education (AAPE), die diejenigen Leibeserzieher zusammenbringen sollte, die nicht nur lehren, sondern auch im erheblichen Umfang forschen. Die Akademie hatte zunächst noch keine Satzung und stellte während des Ersten Weltkrieges ihre Arbeit wieder ein.
1926 begannen zehn Männer formal damit, die American Academy of Physical Education in New York City zu gründen. Sie beschlossen, dass in jedem Jahr fünf weitere Fellows einstimmig hinzu gewählt werden sollten und man dann, wenn man 30 erreicht hätte, die formelle Gründung erfolgen sollte.
Die ersten zehn waren:
- Clark Hetherington
- Robert Tait McKenzie
- William Burdick
- Thomas A. Storey
- Jay B. Nash
- Carl Schrader
- James H. McCurdy
- Jessie Bancroft
- Wilbur P. Bowen
- Dudley Reed

1930 erfolgte die formelle Gründung, in dem man sich an der English Royal Society und der Academie Française des 17. Jahrhunderts orientierte und somit nicht nur Fellows, sondern auch Ausländer als International Fellows aufnahm. Die (International) Fellows sollten einen wichtigen Forschungsbeitrag zur Weiterentwicklung des Faches geleistet haben. Mit jährlichen Treffen der Akademiemitglieder sollte zudem auf wichtige aktuelle Fragestellungen und Probleme des Faches aufmerksam gemacht werden.
Die Veränderungen der Struktur der Theorie der Leibesübungen spiegelte sich auch in der Namensgebung der Akademie wider, die sich 1993 in American Academy of Kinesiology and Physical Education (AAKPE) umbenannte und 2012 in National Academy of Kinesiology (NAK), wodurch der Weg von der Betonung pädagogischer Leibesübungen hin zu einer naturwissenschaftlichen Bewegungslehre vollzogen war.
Bisher (2023) wurden neben 623 nationalen auch 142 International Fellows, von denen die folgenden aus deutschsprachigen Ländern kamen, aufgenommen:
- Liselott Diem 1955,
- Hermann Altrock 1956,
- Fritz Duras, 1962,
- Jürg Wartenweiler 1975,
- Hermann Rieder 1978,
- Horst Ueberhorst 1979
- Herbert Haag 1981,
- Benno M. Nigg 1983,
- Hans Lenk 1983,
- August Kirsch 1986,
- Ommo Grupe 1988,
- Arnd Krüger 1990,
- Gertrud Pfister 1994
- Jürgen Konczak 2010
- Uwe Pühse, 2016

## Weblink
- Homepage